# سهى عرفات
سهى عرفات واسمها عند الولادة سهى داود جبران الطويل (17 يوليو 1963 -)، أرملة رئيس السلطة الوطنية الفلسطينية الأسبق ياسر عرفات.

## حياتها
ولدت في الضفة الغربية لأسرة كاثوليكية فلسطينية برجوازية ثرية، كانت تعيش في نابلس ورام الله اللتان كانتا تخضعان للسلطة الأردنية، كان والدها داوود الطويل خريج جامعة أوكسفورد مصرفيًا ووالدتها ريموندا الطويل سياسية وكاتبة وشاعرة فلسطينية من عكا. تلقت تعليمها في مدرسة الدير ومدرسة راهبات الوردية في بيت حنينا في القدس، وتلقت تعليمها الجامعي في جامعة السوربون في باريس، وفي فترة دراستها الجامعية رأست الاتحاد العام لطلبة فلسطين في فرنسا وقامت بتنظيم تظاهرات من أجل القضية الفلسطينية.
التقت بياسر عرفات للمرة الأولى عام 1985 وكانت مع والدتها وشقيقاتها، وعندما زار فرنسا بعام 1989 عملت كمترجم له أثناء لقاءاته مع أعضاء الحكومة الفرنسية. وطلبها بعد ذلك كي تعمل معه في تونس حيث مقر منظمة التحرير الفلسطينية. وفي 17 يوليو 1990 تزوجا وكانت تبلغ من العمر 27 عاماً بينما كان هو يبلغ 61 عام، إلا أن الزواج لم يعلن إلا في عام 1992. وقد أنجبا ابنة واحدة هي زهوة التي ولدت بتاريخ 24 يوليو 1995 في نويي سور سين بفرنسا. وقد اعتنقت الإسلام بعد زواجها منه. وبعد اندلاع الانتفاضة الفلسطينية الثانية في عام 2000 وقصف إسرائيل لمنزلهم في قطاع غزة غادرت مع ابنتها وأقامتا فترة في القاهرة ثم انتقلتا إلى باريس وذلك بناء على رغبة ياسر عرفات حتى لا يقال إنه يستخدم أسرته كدرع بشري لحمايته.
وبعد وفاة زوجها عاشت فترة في تونس التي أعطتها جنسيتها، ثم عادت وسحبتها منها عام 2007، وتعيش حاليًا مع ابنتها في مالطة. كانت قد ظهرت إشاعه أثناء إقامتها بتونس حول زواجها من بلحسن الطرابلسي شقيق ليلى بن علي زوجة الرئيس التونسي زين العابدين بن علي، إلا إنها نفت هذا الخبر وأعلنت إنه إشاعة.